# Amphisbaena arda
Amphisbaena arda este o specie de reptile din genul Amphisbaena, familia Amphisbaenidae, ordinul Squamata, descrisă de William Antônio Rodrigues în anul 2003. Conform Catalogue of Life specia Amphisbaena arda nu are subspecii cunoscute.